# Prokulus
Prokulus, Proculus (zm. 281) – uzurpator na zachodzie cesarstwa za panowania cesarza rzymskiego Probusa (ok. 280 roku). 
Pochodzenia frankońskiego, doświadczony dowódca wojskowy z Albingaunum. Miał żonę o imieniu Samso i syna Herennianusa. W 280 roku mieszkańcy Lugdunum zaproponowali mu przejęcie władzy cesarskiej w obawie przed działaniami cesarza Probusa. Prokulus miał uzbroić do walk 2 tysiące niewolników, jednak Probus wraz z wojskiem wycofanym z Syrii zmusił go do wycofania się na północ i do przekazania władzy, by ostatecznie w 281 doprowadzić do jego śmierci.